# Позднякова, Ирина Валентиновна
Ири́на Валенти́новна Поздняко́ва (род. 29 апреля 1953, Москва) — советская пловчиха. Самая юная (13 лет) мировая рекордсменка в плавании на 200 м брассом (1966 год).
Двукратная победительница юношеского чемпионата Европы по плаванию 1967 года в Линчёпинге (Швеция) на дистанциях 100 и 200 м брассом.
Чемпионка СССР (1965 — эстафета 4×100 м комбинированная). Серебряный (1965—200 м брасс; 1968—200 м комплексное плавание) и бронзовый (1971—100 м брасс; 1967—200 м комплексное плавание, 400 м комплексное плавание) призёр чемпионатов СССР. Мастер спорта СССР международного класса (1966).

## Биография
Родилась 29 апреля 1953 года в Москве.
Ученица заслуженного тренера СССР Игоря Юльевича Кистяковского.
На соревнованиях в Ленинграде 16—17 июля 1966 года в первый день 200 м брассом выиграла Позднякова с мировым рекордом 2.43,0, Галина Прозуменщикова была второй. Назавтра они поменялись местами: Прозуменщикова установила рекорд мира в плавании брассом на дистанции 100 м (1.15,7), второй была Позднякова.
Выступала за московское «Динамо». В сборной команде СССР была с 1966 по 1972 год. Завершила спортивную карьеру в 1972 году.

### Личная жизнь
Была замужем за олимпийским чемпионом волейболистом Вячеславом Зайцевым; у них есть дочь Анна (род. 1975) и сын Иван (род. 1988). Проживает в Москве.

## Результаты

### Соревнования
| Год                                | Соревнование                       | Город                              | Дистанция                          | Дата                               | Результат                          | Место                              | Видео/Фото/ Кинограмма             |
| Главные международные соревнования | Главные международные соревнования | Главные международные соревнования | Главные международные соревнования | Главные международные соревнования | Главные международные соревнования | Главные международные соревнования | Главные международные соревнования |
| ---------------------------------- | ---------------------------------- | ---------------------------------- | ---------------------------------- | ---------------------------------- | ---------------------------------- | ---------------------------------- | ---------------------------------- |
| 1966                               | Чемпионат Европы                   | Утрехт                             | 200 м брасс                        | 20—27 августа                      | 2.41,9                             | II                                 |                                    |
| Чемпионаты СССР                    |                                    |                                    |                                    |                                    |                                    |                                    |                                    |
| 1965                               | Чемпионат                          | Харьков                            | 200 м брасс                        | 25—29 августа                      | 2.54,8                             | II                                 |                                    |
| 1965                               | Чемпионат                          | Харьков                            | комб. эстафета 4×100 м             | 25—29 августа                      | 4.49,5 NR*[уточнить]               | I                                  |                                    |
| 1967                               | Спартакиада                        | Москва                             | 200 м комплекс                     | 1 августа                          | 2.36,7                             | III                                |                                    |
| 1967                               | Спартакиада                        | Москва                             | 400 м комплекс                     | 26 июля — 3 августа                | 5.38,6                             | III                                |                                    |
| 1968                               | Чемпионат                          | Цахкадзор                          | 200 м комплекс                     | 1—5 сентября 1968                  | 2.37,9                             | II                                 |                                    |
| 1971                               | Спартакиада                        | Москва                             | 100 м брасс                        | 25—29 июля                         | 1.17,6                             | III                                |                                    |

### Рекорды
| Дистанция                     | Время           | Город           | Дата            | Видео/Фото/ Кинограмма |
| Мировые рекорды               | Мировые рекорды | Мировые рекорды | Мировые рекорды | Мировые рекорды        |
| ----------------------------- | --------------- | --------------- | --------------- | ---------------------- |
| 200 м брассом (длинная вода)  | 2.43,0          | Ленинград       | 16 июля 1966    | ·                      |
| Рекорды СССР                  |                 |                 |                 |                        |
| 200 м комплекс (длинная вода) | 2.36,4          | Харьков         | 3 августа 1966  |                        |

### Комментарии
1. ↑  Состав команды Москвы: Наталья Михайлова, Ирина Позднякова, В Агафонова, Т. Соснова